# Soloveckij
Soloveckij (in russo Соловецкий?) è una località rurale, centro amministrativo del Soloveckij rajon, situata nell'oblast' di Arcangelo in Russia. Si trova sulla costa occidentale dell'isola Bol'šoj Soloveckij nel Mar Bianco.
A livello comunale è il centro amministrativo dell'insediamento rurale Soloveckoe del distretto Primorskij. Secondo il censimento del 2021, la sua popolazione era di 808 abitanti.